# The Drugs Don’t Work
The Drugs Don’t Work (englisch für ‚Die Drogen wirken nicht‘) wurde von Richard Ashcroft geschrieben und ist die zehnte offizielle und erfolgreichste Single der Rock-Band The Verve in Großbritannien. Sie wurde drei Wochen vor der Veröffentlichung des Albums Urban Hymns ausgekoppelt und stieg direkt auf den ersten Platz der englischen Charts ein.

## Beschreibung
The Drugs Don’t Work ist eine sanfte, getragene Rockballade, die durch einen kontinuierlichen Spannungsaufbau gekennzeichnet ist. Sie beginnt mit einer einzelnen akustischen Gitarre und wird bald durch eine schluchzende Geige begleitet. Mit dem Einsatz der kratzig warmen Stimme wird die Geige durch eine luftige Effektgitarre ergänzt. Mit dem zweiten Vers, der die erste Titelzeile enthält, steigt ein tiefes Streichorchester ein. Erst in der zweiten Strophe folgen der Bass und schließlich im Refrain auch das Schlagzeug.
Als einer der ersten selbstgeschriebenen Songs von Richard Ashcroft überhaupt, wurde er bereits auf den Live-Konzerten zum Album A Northern Soul 1995 gespielt. In der frühen Version singt der Sänger noch vom Erwachsenwerden, während ihm in der endgültigen Fassung das Älterwerden zu schaffen macht.

## Bedeutung

### Text
Ashcroft hat sich mehrfach dazu bekannt, illegale Rauschmittel konsumiert zu haben. Der Songtext beschreibt Verlustangst, die Konfrontation mit auslösenden Situationen (“But I know I’m on a losing streak, ’cause I passed down my old street …”) und der mentalen Flucht davor, in der Hoffnung, dass sich die Zustände nicht wiederholen (“never coming down down – no more”).

### Video
Das Video beginnt mit der Endsequenz vom Video zu Bitter Sweet Symphony, wobei die Band die „vorgezeichnete“ Straße verlässt, weil sich Ashcroft an einem Automaten Gefühle kauft. Damit wird der Bezug zum Album A Northern Soul hergestellt, auf dessen Rückseite Simon Jones am gleichen Automaten Gefühle kauft (“I was buying some feelings from a vending machine”, aus dem Song Life’s An Ocean). Daraufhin findet sich die Band in einem dunklen Raum wieder, wobei die Bandmitglieder farbig dargestellt werden, jedoch die meisten Einstellungen mit Richard Ashcroft in schwarzweiß gehalten sind.
Inhaltlich beschreibt der Gefühlskauf als eindeutiger Bezug auf extern zugeführte Substanzen und Erfahrungen (Psychopharmaka, Drogen, Liebe, Musik …) einen (vorübergehenden) Ausbruch aus dem steten, nicht beeinflussbaren Ablauf der Dinge (hier als Verfall in jene mentalen Zustände). “But I know I see your face again …”.

## Status
Bei ihrer Veröffentlichung am 1. September 1997 stieg die Single direkt auf Platz 1 der britischen Charts, wurde aber in der Folgewoche von Elton Johns Remake von Candle in the Wind abgelöst. The Drugs Don’t Work war die erste Single überhaupt, die mit Drogenbezug im Titel den Spitzenplatz dieser Hitliste belegte.
Auf der Liste der „100 Greatest #1 Singles“ von Channel 4 belegte der Song den siebten Platz und traf mit seiner düsteren Art ungewollt den Geist der Nation, da er am Tag nach dem Tod von Prinzessin Diana veröffentlicht wurde. Im Oktober 2011 platzierte NME „The Drugs Don’t Work“ auf Platz 78 ihrer Liste „150 Best Tracks of the Past 15 Years“.
In einer Studie des amerikanischen Wissenschaftlers Harry Witchel (Forschungsgebiet: Physiologie insb. mediale und kardiovaskuläre Zusammenhänge, University of Bristol) wurde Ende 2006 The Drugs Don’t Work als „der traurigste Song der Welt“ bestimmt. Der Untersuchung lag eine systematische Auswahl von Rocksongs der letzten 50 Jahre zugrunde. Als Bewertungsschema diente eine Merkmalskombination aus Pulsrate, Atemfrequenz und Körpertemperatur.

## The Drugs Don’t Work EP
Release #1
1. The Drugs Don’t Work (Album-Version)
2. Bitter Sweet Symphony (James-Lavelle-Version)
3. The Crab
4. Stamped

Release #2
1. The Drugs Don’t Work (Radio Edit)
2. Three Steps
3. The Drugs Don’t Work (Demo-Version)

## Veröffentlichungen auf „The-Verve“-Tonträgern
- The Drugs Don’t Work (Single #1 & #2, VÖ: 1. September 1997; Radio- und Demo-Version)
- Urban Hymns (Album, VÖ: 29. September 1997; Albumversion)
- This Is Music – The Singles: 1992–1998 (Best-Of-Compilation, VÖ: 29. Oktober 2004; Albumversion)

## Coverversionen
- Der Song wurde von Ben Harper auf seinem Live-Album Live from Mars gecovert.

- Es wurde von Skin gecovert.

- Grinspoon coverte das Lied für die Like a Version CD des australischen Jugendradiosenders Triple J.
- Adam Gontier veröffentlichte auch eine Version des Songs.
- Eine Eurohouse-Coverversion des Songs wurde von Devorah, einem kurzlebigen Cover-Projekt, zusammen mit „Bitter Sweet Symphony“ aufgeführt.
- Die australischen Pop-Sängerin und Entertainerin Kate Ceberano coverte das Lied auf ihrem Live-Album Kate Ceberano and the West Australian Symphony Orchestra.
- Im Jahr 2009 nahm die taiwanesische Rocksängerin Faith Yang den Song als Teil ihres Albums Self-Selected auf.
- Terra Naomi hat im August 2008 ein Akustik-Cover des Songs auf YouTube veröffentlicht.
- Howie Day coverte den Song für eine Promo-EP für sein Debütalbum Australia.